# Олена Мекленбург-Штреліцька
Олена Мекленбург-Штреліцька (нім. Helen zu Mecklenburg-Strelitz, рос. Елена Мекленбург-Стрелицкая), повне ім'я Олена Марія Александра Єлизавета Августа Катерина Мекленбург-Штреліцька (нім. Helen Marie Alexandra Elisabeth Auguste Katharina zu Mecklenburg-Strelitz), 16 січня 1857 — 28 серпня 1936) — герцогиня Мекленбург-Штреліцька, донька великого герцога Мекленбург-Штреліцького Георга Августа та російської великої княжни Катерини Михайлівни, дружина принца Саксен-Альтенбурзького Альберта.
Відома в Росії як Олена Георгієвна (рос. Елена Георгиевна). Голова Імператорського Російського музичного товариства у 1909—1917 роках.

## Біографія
Олена народилася 16 січня 1857 року у Санкт-Петербурзі. Вона була другою дитиною та першою донькою в родині великого герцога Мекленбург-Штреліцького Георга Августа та його дружини Катерини Михайлівни. Охрестили новонароджену у лютеранській церкві Санкт-Петербурга. Старший брат дівчинки помер до її народження, і вона росла старшою дитиною. Згодом сім'я поповнилася синами Георгієм та Михайлом. Мешкали вони у Михайлівському палаці в центрі столиці разом із бабусею Оленою Павлівною, уродженою принцесою Вюртемберзькою. Також у віданні родини був Меншиковський палац в Оранієнбаумі.
Шлюб батьків був щасливим. Катерина Михайлівно палко та віддано кохала свого чоловіка. Олена отримала російське виховання, однак кожного року супроводжувала батьків до їхніх родичів у Мекленбурзі. Як резиденцію у Німеччині сім'я використовувала маєток Ремплін.
Олена була відома своїми музичними здібностями.
Після отримання освіти, дівчина активно долучилася до благодійницької діяльності. Була членом Жіночого патріотичного товариства та попечителькою кількох шкіл. Будучи в близькому родстві із правлячою династією, допомагала залучати для благодійних цілей кошти членів імператорського дому та вищих державних чиновників.
Наприкінці 1870-х до Олени залицявся Олександр Баттенберг. Відомий він був красивою зовнішністю та обмеженими статками, тому намагався виправити своє матеріальне становище вдалим шлюбом. Союз із Оленою не відбувся через дрібницюː князь запізнився на звану вечерю, де мали оголосити про заручини. Після цього княжна рішуче відмовила йому.
Також вважалася можливою партією для Артура Коннаутського.

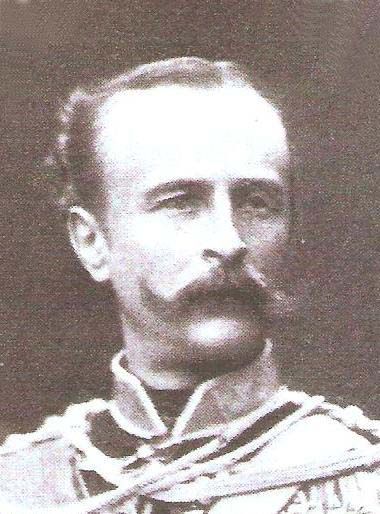
Альберт близько 1890 року

Заміж Олена вийшла у 34 років за  48-річного вдівця герцога Саксен-Альтенбурзького Альберта, який мав двох малолітніх доньок від першого шлюбу. Наречений до цього служив кілька років у російській армії, був прийнятий при дворі та товаришував з імператором Олександром III. Заручини відбулися в Італії у жовтні 1891. Весілля пройшло 13 грудня 1891 в маєтку Ремплін. На вінчанні був присутнім імператор Німеччини Вільгельм II. 
Спільних дітей у подружжя не було. Олена вдочерила доньок Альберта від попереднього шлюбу. Падчірки росли в атмосфері доброзичливості та ласки і зберегли ніжну прихильність до мачухи до її глибокої старості. 
Перші роки після весілля пара півроку проводила у Росії, а півроку — у Берліні. У 1896 подружжя придбало маєток Серран у Померанії на березі Краковського озера. Пара була відомою колекціонуванням предметів мистецтва. Олена цікавилася історією, близько спілкувалася із Миколаєм Шильдером та Анатолієм Коні.
Продовжувала займатися благодійністю. Від 1890 року і до початку Першої світової війни брала участь у роботі створеного Володимиром Олександровичем Свято-Княже-Володимирського православного братства при посольській церкві у Берліні. Як член братства сприяла зведенню в Німеччині кількох православних храмів та облаштуванню в Берліні російського цвинтаря, а також створення Берлінського будинку працьовитості імені Олександра III.
Після смерті чоловіка у травні 1902 року Олена знову оселилася в Росії. Мешкала у Камінноостровському палаці Санкт-Петербургу.  
Ще у 1900 стала однією із засновниць та головою Ради Російського товариства захисту жінок, метою якого було «сприяти запобіганню дівчат і жінок від небезпеки бути втягнутими в розпусту і повернення вже занепалих жінок до чесного життя». Під егідою товариства на власні кошти зняла дешеві приміщення на 50 місць «для приїжджаючих до Санкт-Петербургу з метою відшукання роботи дівчат простого звання». У 1910 році головувала на влаштованому товариством в Санкт-Петербурзі З'їзді по боротьбі з жіночою проституцією. У 1910-х відділення товариства були в багатьох містах Росії.

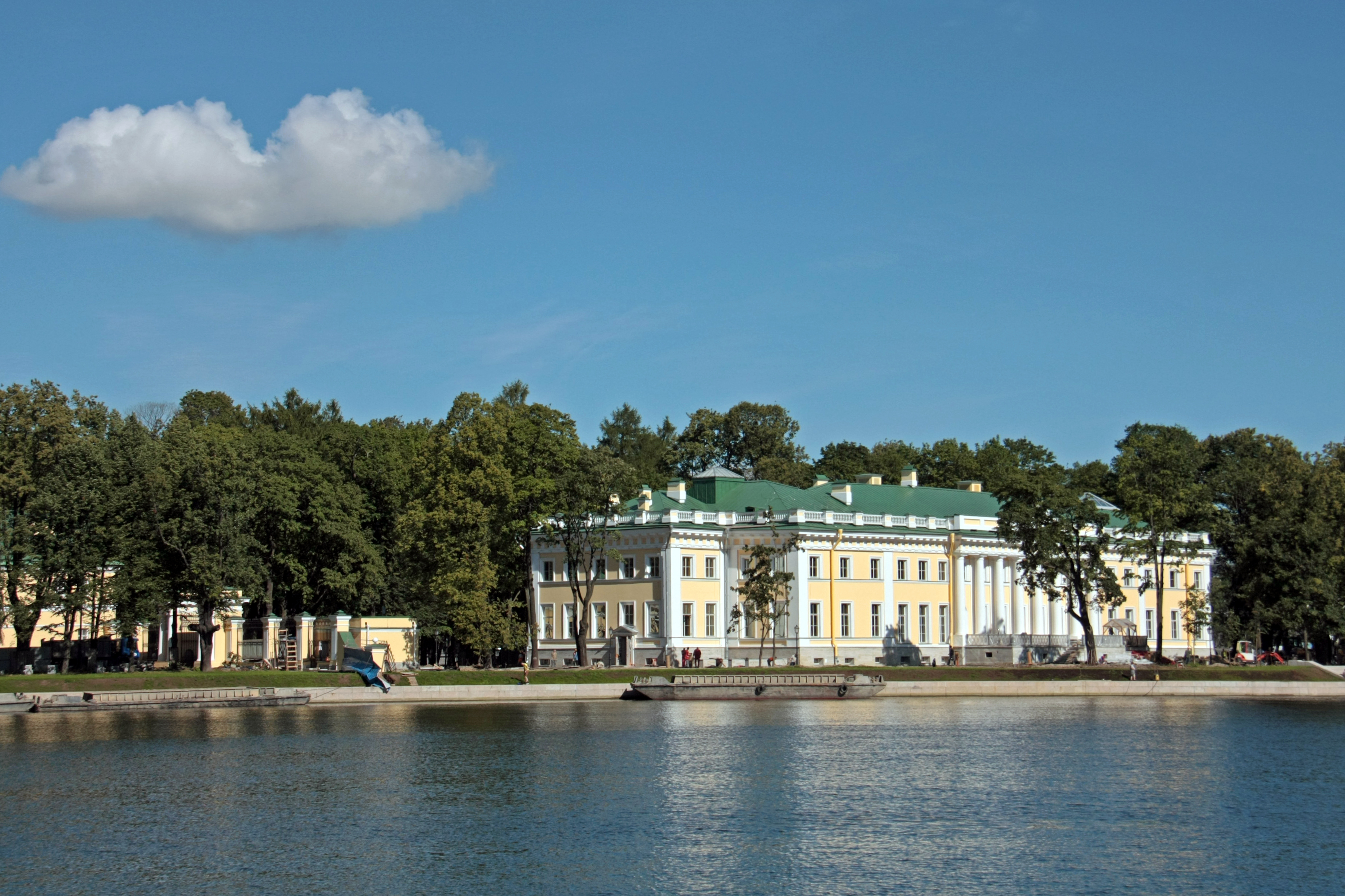
Камінноостровський палац

У роки російсько-японської війни відкрила в своєму палаці відділення Російського товариства Червоного Хреста, придбала на власні кошти 20 000 аршин ситцю, замовила пошиття солдатських сорочок і виготовлення теплих онуч в майстернях Иоаннівского жіночого монастиря та Училища святої Олени, забезпечила доставку цих речей на Далекий Схід. Разом із братом, герцогом Георгієм Мекленбург-Штреліцькім, відкрила лазарет на 38 місць. Після закінчення війни робила регулярні пожертви на користь постраждалих нижніх чинів та їхніх сімей.
З початком Першої світової війни разом із братом, герцогом Михайлом Мекленбург-Штреліцьким, перейшла у російське підданство (найвищий указ від 23 серпня 1914). Надалі брала активну участь у допомозі пораненим і російським військовополоненим у Німеччині; перераховувала значні суми до фонду Російського товариства Червоного Хреста. 8 жовтня 1914 року на першому поверсі її палацу на її кошт було відкрито лазарет для нижніх чинів на 120 місць. Влаштовувала також благодійні вечори, концерти та базари на користь поранених.
У 1916 році безоплатно передала земельну ділянку на Кам'яному острові Всеросійському органу охорони материнства та дитинства для будівництва там будівлі спеціалізованого інституту.
У  1917 році виїхала на Кавказ. Разом із іншими членами царської родини, перебувала у Кисловодську. Наприкінці 1919 переїхала до Мінеральних Вод, а звідти — до Новоросійську. У лютому 1920 року виїхала за кордон.
Емігрувала до Франції, звідти перебралася до Данії, де давала уроки співу й очолювала Правління Російського благодійного товариства.
Останні роки провела у Ремпліні. Померла за часів Третього Рейху. Похована на цвинтарі Ремпліна.
В наш час твори з колекції Олени Георгіївни знаходяться в Омському музеї образотворчих мистецтв, а книги з бібліотеки — у Бібліотеці Російської академії наук.

## Нагороди
- Орден Святої Катерини 1 ступеня (Російська імперія) (16 лютого 1857).

## Титули
- 16 січня 1857—13 грудня 1891 — Її Світлість Герцогиня Олена Мекленбург-Штреліцька;
- 13 грудня 1891—28 серпня 1936 — Її Світлість Принцеса Олена Саксен-Альтенбурзька, Герцогиня Саксонська.